# Programa italiano de armas nucleares
El programa italiano de armas nucleares fue un esfuerzo de Italia para desarrollar armas nucleares a fines de los años sesenta y principios de los setenta. Después de propuestas abortivas para establecer un programa multilateral con los Aliados de la OTAN en los años 50 y 60, Italia lanzó un programa nacional de armas nucleares, que incluyó la prueba de un misil balístico. El programa finalizó en 1975 con la adhesión de Italia al Tratado de No Proliferación Nuclear. Actualmente, Italia no produce ni posee armas nucleares, pero participa en el programa de intercambio nuclear de la OTAN .

## Antecedentes
Al final de la Segunda Guerra Mundial, Italia se dio cuenta rápidamente de la situación geopolítica y creó una estrategia política que se basó en el multilateralismo, principalmente a través de una estrecha relación con los Estados Unidos, la membresía de la OTAN y una mayor integración europea. El ejército italiano estaba particularmente interesado en adquirir armas nucleares, viéndolos principalmente en un papel táctico.
Italia comenzó a albergar armas nucleares estadounidenses bajo la política de intercambio nuclear de la OTAN. Las primeras armas nucleares desplegadas fueron cohetes MGR-1 Honest John y MGM-5 Corporal en 1957, y luego fueron seguidos por el misil tierra-aire MIM-14 Nike Hercules . Sin embargo, todos estos sistemas estaban bajo el control exclusivo de los Estados Unidos, por lo que Italia persiguió simultáneamente el diálogo con otras naciones europeas en un programa nuclear de colaboración. Se mantuvieron conversaciones con Francia y Alemania sobre un elemento disuasivo nuclear conjunto, pero estas fueron restringidas en 1958 por el deseo de Charles de Gaulle de un elemento disuasivo francés independiente.

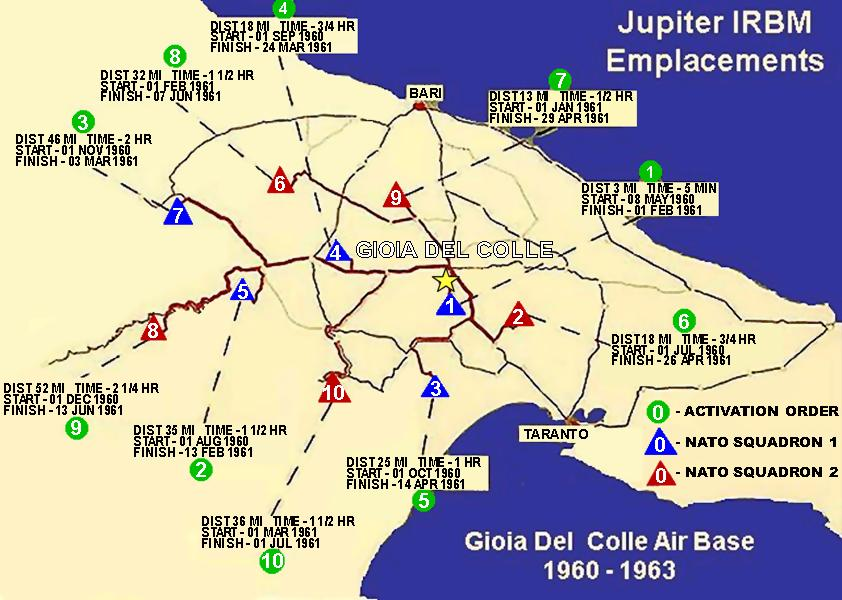
Sitios de implementación de Júpiter

La decisión de Suiza el 23 de diciembre de 1958 de seguir un programa de armas nucleares dio un impulso adicional a Italia. Se presionó a los Estados Unidos para proporcionar armas nucleares adicionales. El 26 de marzo de 1959, se acordó que la Fuerza Aérea Italiana recibiría 30 misiles balísticos PGM-19 Júpiter para operar desde la Base Aérea Gioia del Colle. Los primeros misiles llegaron el 1 de abril de 1960. Esta vez, los estadounidenses proporcionaron un sistema de doble clave que llevó al gobierno italiano a creer que tenían un mayor control sobre la disuasión y, por lo tanto, más poder en la OTAN. Explícitamente, los nuevos misiles podrían usarse "para la ejecución de los planes y políticas de la OTAN en tiempos de paz y guerra".  Los misiles fueron operados por una nueva brigada, la 36.ª Aerobrigata.

## Fuerza multilateral
Al mismo tiempo que trabajaba con los Estados Unidos, Italia exploró trabajar dentro del concepto de la Fuerza Multilateral de la OTAN (MLF) para desarrollar una fuerza nuclear europea. MLF fue un concepto promovido por los Estados Unidos para colocar todas las armas nucleares de la OTAN no operadas por sus propios servicios bajo un control conjunto, con control de doble clave por las fuerzas estadounidenses y europeas. Para los Estados Unidos, el MLF fue un intento de equilibrar el deseo de otros miembros de desempeñar un papel en la disuasión nuclear con su interés en poner todos los arsenales nucleares occidentales existentes y potenciales bajo el paraguas de una alianza de la OTAN más coherente. Italia había defendido durante mucho tiempo la cooperación nuclear, y el ministro de Defensa, Paolo Emilio Taviani, dijo el 29 de noviembre de 1956 que el gobierno italiano estaba tratando de persuadir a sus "Aliados para eliminar las restricciones injustificadas con respecto al acceso de los países de la OTAN a nuevas armas". La política fue aplicada por las administraciones de Kennedy y Johnson, y formó una parte fundamental de las negociaciones en torno al Acuerdo de Nassau entre los Estados Unidos y el Reino Unido y el intento de adhesión del Reino Unido a la Comunidad Económica Europea (CEE) en 1961.
Bajo la MLF, Estados Unidos propuso que varios países de la OTAN operen los UGM-27 Polaris IRBM en plataformas marítimas, principalmente submarinos nucleares. La Armada italiana dejó fuera de servicio el crucero Giuseppe Garibaldi y reconstruyó el barco entre 1957 y 1961 como un crucero de misiles guiados con lanzadores para cuatro misiles Polaris. Poco después, en diciembre de 1962, el ministro de Defensa italiano, Giulio Andreotti, solicitó oficialmente asistencia a los Estados Unidos para desarrollar la propulsión nuclear de su flota.
El gobierno italiano vio el crecimiento del movimiento para detener la proliferación de armas nucleares como un gran desafío para su programa nuclear. En el Comité de Desarme de Dieciocho Naciones, el gobierno italiano argumentó que la actividad multilateral como el FML estaba excluida de cualquier acuerdo sobre no proliferación, pero descubrió que la Unión Soviética requería que se terminara el FML como parte de sus negociaciones sobre el Tratado de No Proliferación de las Armas Nucleares y los Estados Unidos casi mataron el acuerdo el 17 de diciembre de 1964 con el Memorando de Acción de Seguridad Nacional n.º 322. Al mismo tiempo, el 5 de enero de 1963, Estados Unidos anunció que retirarían los misiles Júpiter como consecuencia de la crisis de los misiles cubanos . La decisión fue aprobada por el gobierno italiano y la brigada de misiles fue desactivada el 1 de abril de 1963.

## Programa indígena de Italia

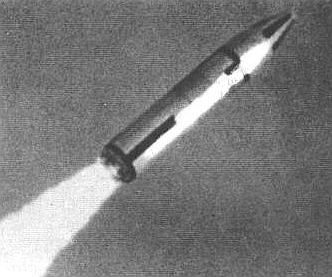
Prueba de lanzamiento de Alfa en 1975

Con el fracaso de sus esfuerzos multilaterales, Italia volvió a considerar la creación de un elemento disuasorio independiente. Italia tenía experiencia con tecnología nuclear, con una industria de energía nuclear bien desarrollada con tecnologías BWR, Magnox y PWR, así como con el reactor de prueba de 5MW RTS-1 'Galileo Galilei' en CAMEN ( en italiano: Centro Applicazioni Militari Energia Nucleare, Centro de Aplicaciones Militares de Energía Nuclear). También tenía una gran cantidad de aviones con capacidad nuclear, incluido el Lockheed F-104 Starfighter, y estaba desarrollando el Tornado Panavia con el ataque nuclear en mente.
Desde el 27 de marzo de 1960, cuando el almirante Pecori Geraldi había argumentado que una fuerza nuclear marítima era la más resistente al ataque, la armada había buscado la oportunidad de asumir un papel nuclear y había ganado experiencia a través de la prueba exitosa de misiles Polaris de Giuseppe Garibaldi en septiembre de 1962.

### Alfa

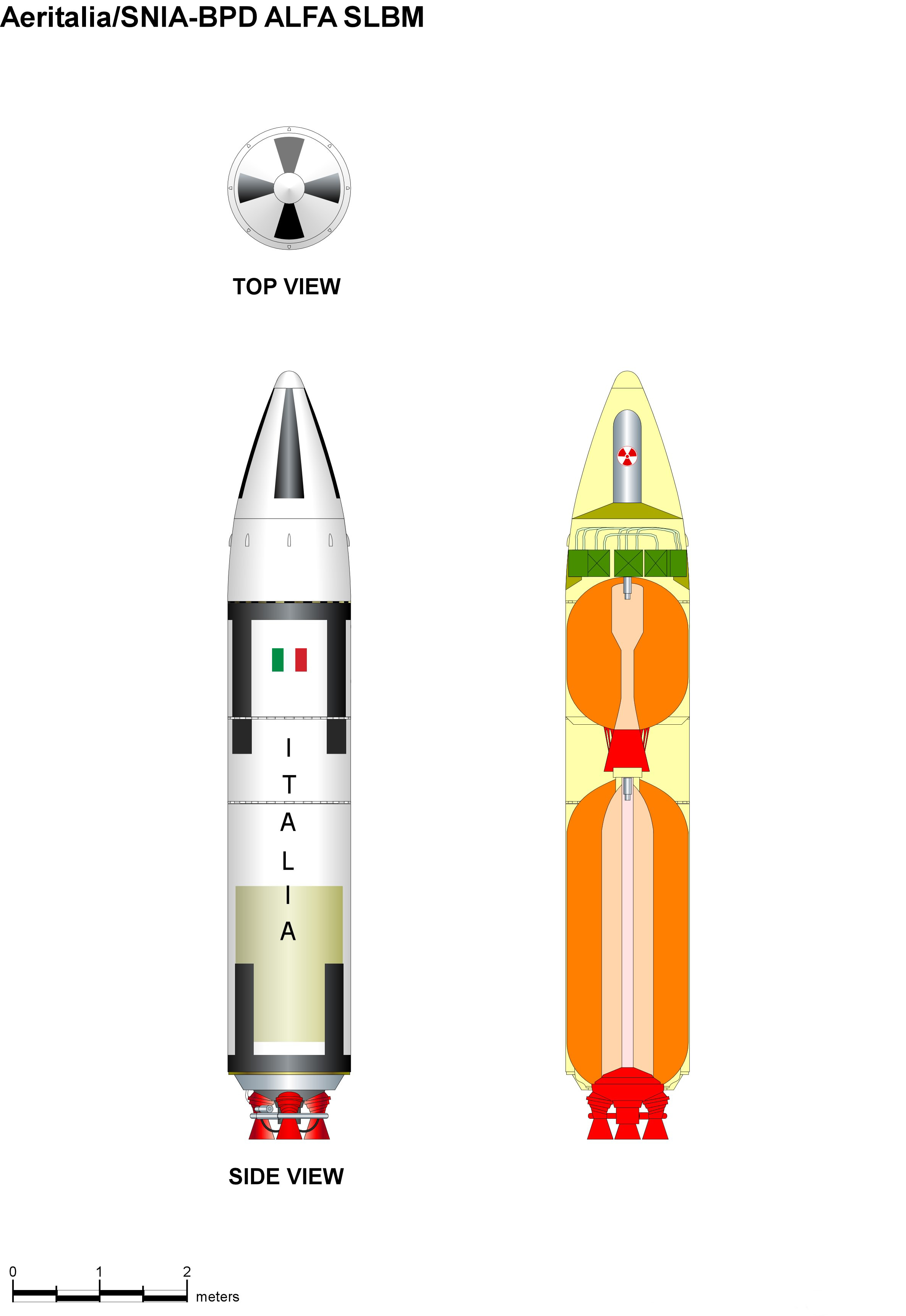
Vistas de corte y costado de misiles Alfa italianos

En 1971, la Armada italiana comenzó un ingenioso programa para desarrollar misiles balísticos llamado Alfa. Oficialmente, el proyecto se denominó como un esfuerzo de desarrollo para un estudio sobre cohetes eficientes de propulsión sólida para aplicaciones civiles y militares. Fue planeado como un cohete de dos etapas y podría transportarse en submarinos o barcos. Los lanzamientos de prueba con una maqueta de etapa superior tuvieron lugar entre 1973 y 1975, desde Salto di Quirra . El Alfa medía 6,5 metros (7,1 yd) largo y tenía un diámetro de 1,37 metros (1,5 yd). La primera etapa del Alfa fue de 3,85 metros (4,2 yd) de largo y contenía 6t de combustible sólido para cohetes. Proporcionó un empuje de 232 kN por una duración de 57 segundos. Podría transportar una ojiva de una tonelada por un alcance de 1600 kilómetros (994,2 mi), colocando a Rusia y Moscú en el rango del Mar Adriático.
La combinación de altos costos de más de 6 mil millones de liras y un clima político cambiante significaron que el proyecto estaba condenado. Además, existía un riesgo creciente de escalada nuclear fuera de Europa y una presión interna para que Italia tomara parte en la reducción de la tensión nuclear. Esto, combinado con la presión de los Estados Unidos, llevó a Italia a abandonar su programa de armas nucleares y ratificar el Tratado sobre la No Proliferación de Armas Nucleares el 2 de mayo de 1975.
El patrimonio tecnológico de Alfa se encuentra hoy en los lanzadores espaciales de propulsión sólida y ligera, como el actual cohete Vega. El país en los últimos años, bajo los auspicios de la agencia espacial europea, ha demostrado la reentrada y el aterrizaje del retorno de una cápsula llamada IXV.

## Posibles objetivos nucleares
El desarrollo del programa había sido impulsado por programas similares en países vecinos, particularmente Rumania, Suiza y Yugoslavia. Sin embargo, en 2005, el expresidente italiano Francesco Cossiga declaró que los planes de represalia de Italia durante la Guerra Fría consistían en lanzar armas nucleares en Praga y Budapest si hubiera habido un primer ataque soviético contra miembros de la OTAN.

## Armas nucleares en Italia desde 1975
Italia ha seguido albergando armas nucleares en su suelo después de que su propio programa se detuviera. Desde 1975, el Ejército de los Estados Unidos ha utilizado el país para el despliegue del misil de crucero terrestre BGM-109G, el misil balístico táctico MGM-52 Lance y los proyectiles de artillería W33, W48 y W79 . La tercera brigada de misiles de la unidad del ejército italiano "Aquileia" fue entrenada para usar las municiones hasta que el ejército de los Estados Unidos retiró sus últimas armas nucleares de Italia en 1992 cuando retiraron el último misil Lance.

## Situación actual

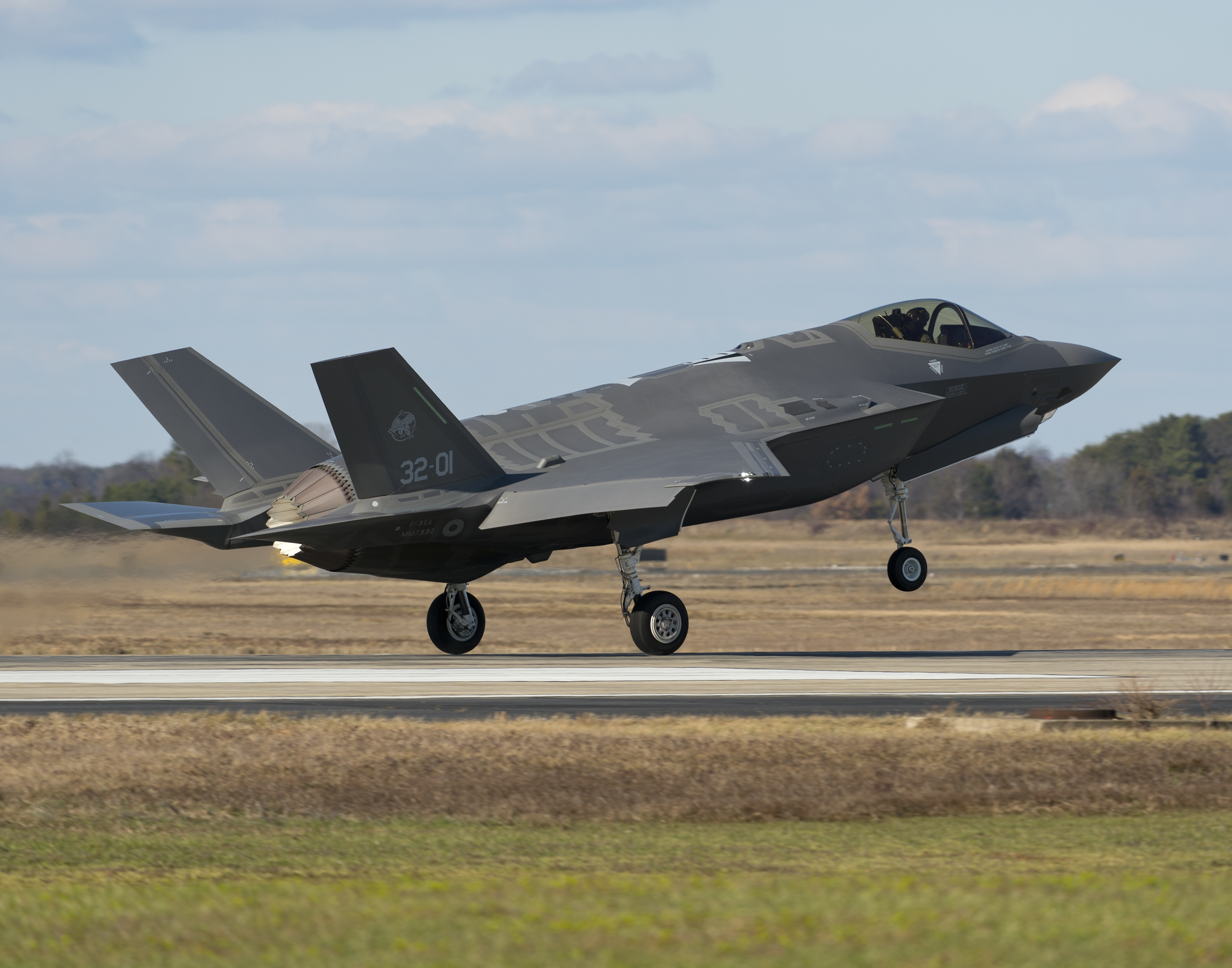
La Fuerza Aérea Italiana vuela el F-35, que tiene la capacidad de transportar la bomba nuclear B61.

El país es parte del programa de intercambio nuclear de la OTAN y bajo este programa Estados Unidos mantiene la custodia y el control absoluto sobre las armas nucleares. Dada esta política, no está claro si la Fuerza Aérea italiana podría usar estas armas en tiempo de guerra, pero algunas fuentes afirman lo contrario. Las bombas nucleares B61 mod 3, mod 4 y mod 7 se almacenan en dos ubicaciones, 50 en la base aérea de Aviano y 20-40 en la base aérea de Ghedi en 2015. Pueden ser entregados por la USAF General Dynamics F-16 Fighting Falcons de 31th Fighter Wing con base en Aviano e Italian Panavia Tornados de 6.º Stormo Alfredo Fusco con base en Ghedi. La flota de Tornado será potencialmente reemplazada por Lockheed Martin F-35 Lightning .